# Vernonaspis
Il vernonaspide (gen. Vernonaspis) è un pesce senza mascelle estinto, appartenente agli pteraspidomorfi. Visse tra il Siluriano superiore e il Devoniano inferiore (circa 422 - 415 milioni di anni fa) e i suoi resti fossili sono stati ritrovati in Nordamerica.

## Descrizione
Questo piccolo vertebrato era lungo circa 10 centimetri, e possedeva testa e tronco ricoperti da una forte corazza sviluppata nella parte dorsale (epitega) e nella parte ventrale (ipotega) mediante due grandi scudi. L'armatura era finemente scolpita con un pattern di linee e striature. Il corpo dietro l'armatura era ricoperto da scaglie che divenivano sempre più piccole mano a mano che si procedeva verso la coda. Gli occhi erano in posizione laterale, mentre la bocca era posta in posizione terminale o ventrale. 

## Classificazione
Vernonaspis è un rappresentante dei ciataspididi (Cyathaspididae), un gruppo di pesci senza mascelle dalla corazza particolarmente pesante. Il genere Vernonaspis venne istituito nel 1952 da Flower e Wayland-Smith, e comprende alcune specie vissute tra la fine del Siluriano e l'inizio del Devoniano, i cui resti fossili sono stati ritrovati in varie regioni del Nordamerica. Vernonaspis allenae e V. leonardi sono state le prime a essere attribuite a questo genere, ma in seguito sono state attribuite numerose altre specie, come V. vaningeni che proviene dal Siluriano dello Stato di New York, mentre V. epitegosa, V. bamberi e V. major provengono dal Siluriano dello Yukon. V. epitegosa possedeva epitega e ipotega centrali composte, una caratteristica sconosciuta in altri ciataspididi. 

## Paleoecologia
La morfologia del corpo di Vernonaspis indica che questo animale probabilmente era in parte adattato al nuoto libero e in parte alla vita presso il fondale, dove si nutriva di particelle di cibo. 